# KÖHV Franco-Bavaria Wien
Die Katholische Österreichische Hochschulverbindung Franco-Bavaria, kurz KÖHV Franco-Bavaria Wien, ist eine katholische, nichtschlagende, farbentragende Studentenverbindung mit Sitz in Wien. Franco-Bavaria ist Mitglied im Österreichischen Cartellverband (ÖCV). In der Zeit des Ständestaats erlangte die Verbindung politischen Einfluss, da sie von Bundeskanzler Engelbert Dollfuß als Personalreserve verwendet wurde.

## Geschichte

### Gründung bis zum Ersten Weltkrieg
Am 4. Dezember 1908 wurde die Franco-Bavaria als Tochterverbindung der katholischen Studentenverbindung KaV Norica Wien gegründet.
Um die Kommunikation unter den Mitgliedern während des Ersten Weltkrieges aufrechtzuerhalten, wurden die „Franco-Bayern-Briefe (FBB)“ herausgegeben, diese erscheinen ununterbrochen bis heute.
Engelbert Dollfuß, der 1913 beigetreten war, forderte als Vertreter der Verbindung auf der 51. Cartellversammlung 1920 des Cartellverbands der katholischen deutschen Studentenverbindungen (CV) in Regensburg ohne Erfolg, nur Studenten „deutsch-arischer Abstammung, nachweisbar bis auf die Großeltern“, in den Reihen einer CV-Verbindung zu dulden.
1921 wurde an der Universität für Bodenkultur Wien die Tochterverbindung Pflug gegründet.
1933 beteiligte sich die Franco-Bavaria – zusammen mit allen anderen katholischen österreichischen Verbindungen – an der „Abschaltung“ des vom Gleichschaltungsdruck bedrohten Cartellverbandes und wurde Mitglied des bis heute existenten 3. ÖCV.

### Zwischenkriegszeit und Nationalsozialismus
In der Zwischenkriegszeit waren Mitglieder der Franco-Bavaria, wie auch andere Mitglieder des ÖCV, in führenden Positionen der Republik tätig und gehörten zumeist der Christlichsozialen Partei bzw. später der Vaterländischen Front an. Dollfuß rekrutierte Mitarbeiter aus der Verbindung, wie etwa Otto Kemptner, der 1933 von Dollfuß mit dem Aufbau der Vaterländischen Front beauftragt wurde.
Nach den Ereignissen des Juliputsches 1934 hielt Friedrich Stockinger, damals Bundesminister für Handel und Verkehr, als nunmehriger Philistersenior der Franco-Bavaria die Trauerrede bei der Dollfuß-Gedenkveranstaltung des ÖCV.
Am 12. März 1938, dem Tag des „Anschlusses“ an das Deutsche Reich, wurde das Vereinslokal der Verbindung von der SA gestürmt und die Inneneinrichtung weitgehend zerstört. Mitglieder konnten bedeutende Gegenstände, vor allem die Verbindungsfahne verstecken. In der Folge wurden mehrere Mitglieder von der Gestapo verhaftet. Der Gemeindebeamte Alfred Unger organisierte weitere Treffen der Verbindung, wurde in Folge inhaftiert und später deportiert. Die Zeit bis zur Befreiung verbrachte er in den Konzentrationslagern Dachau und Neuengamme.
Friedrich Meznik, österreichischer Jurist und Journalist und von 1955 bis 1972 österreichischer Bundespressechef, wurde als Gegner der Nationalsozialisten bereits im März strafversetzt und im August 1938 ganz aus dem öffentlichen Dienst entlassen. Er desertierte im August 1944 in Frankreich aus der Wehrmacht und wurde Mitglied der französischen Résistance.

### Nachkriegszeit bis heute
1945 wurde die Franco-Bavaria wieder reaktiviert und die Mitglieder der Tochterverbindung Pflug schlossen sich wieder mit der Franco-Bavaria zusammen. 31 Mitglieder der Verbindung verloren während des Zweiten Weltkrieges ihr Leben. Kurz nach Ende des Zweiten Weltkrieges wurde auch das bis heute bestehende Verbindungsheim in der Bankgasse bezogen.
In den Studienjahren 1962/63, 2002/03 und 2010/11 hatte die Franco-Bavaria den Vorort im Österreichischen Cartellverband inne.

## Bekannte Mitglieder
- Nivard Schlögl OCist (1864–1939), Theologe, Bibelwissenschaftler, Gründungsmitglied[15]
- Theodor Kardinal Innitzer (1875–1955), Kardinal und Erzbischof der Erzdiözese Wien
- Josef Reither (1880–1950), Landeshauptmann von Niederösterreich, Minister für Land- und Forstwirtschaft
- Robert Krasser (1882–1958), Politiker und Pädagoge
- Karl Rudolf (1886–1964), Theologe, Domkapitular, Gründer des Österreichischen Seelsorgeinstituts
- Hans Maurer (1888–1976), Journalist, Nationalratsabgeordneter
- Gustav Steinbauer (1889–1961), Jurist, Strafverteidiger in den Nürnberger Prozessen
- Otto Kemptner (1890–1944), führender Funktionär der Vaterländischen Front
- Engelbert Dollfuß (1892–1934), Bundeskanzler und Begründer des austro-faschistischen Ständestaats
- Friedrich Stockinger (1894–1968), Bundesminister für Handel und Verkehr von 1933 bis 1936
- Franz Pongratz (1896–1973), Rektor der Technischen Hochschule Wien[16]
- Ludwig Strobl (1900–1974), Bundesminister für Land- und Forstwirtschaft im Kabinett Schuschnigg II.
- Franz Gabriele (1903–1986), Politiker
- Robert Löffler (1930–1989), Politiker, Abgeordneter, Bürgermeister von Hollabrunn
- Isnard Wilhelm Frank (1930–2010), Professor für Mittlere und Neuere Kirchengeschichte
- Manfried Welan (1937–2024), Rechtswissenschaftler und Politiker, Rektor der Universität für Bodenkultur Wien
- Franz Fiedler (* 1944), Ehrenmitglied, ehemaliger Rechnungshofpräsident
- Ewald Wetscherek (* 1944), Generaldirektor der PVA i. R.
- Josef Mühlbachler (* 1945), Politiker, Nationalratsabgeordneter
- Josef Höchtl (* 1947), Sozial- und Wirtschaftswissenschafter, Nationalratsabgeordneter
- Kurt Kaufmann (* 1947), Politiker
- Johann Penz (* 1950), Präsident des Landtags von Niederösterreich
- Leo Windtner (1950–2025), Generaldirektor a. D. der Energie AG Oberösterreich, Präsident des Österreichischen Fußball-Bundes
- Reinhard Firlinger (* 1954), Politiker, Nationalratsabgeordneter

sowie als Ehrenmitglieder
- Emmerich Zederbauer (1877–1950), Botaniker, Rektor der Hochschule für Bodenkultur Wien
- Robert Lichal (1932–2024), Verteidigungsminister
- Alois Mock (1934–2017), Unterrichtsminister, Vizekanzler und Außenminister